# Església dels Dominics (Košice)
L'Església dels Dominics (en eslovac: Dominikánsky kostol) és l'església més antiga de Košice, a Eslovàquia, i també l'estructura més antiga conservada en tota la ciutat.
Ja en 1303 l'església és esmentada en un document. Va ser construïda al voltant de 1290. La part més antiga de l'església és la nau romànica amb finestres estretes. Durant la reconstrucció barroca es va ampliar a la seva forma actual. El santuari està construït en l'estil gòtic, així com la torre en el costat nord de la nau. La torre cònica de 68 metres d'alçada és la més alta de Košhissi.